# Die Geschichte Europas von 1945 bis zur Gegenwart
Die Geschichte Europas von 1945 bis zur Gegenwart ist ein Buch (Originaltitel: Postwar: A History of Europe Since 1945) des britischen Historikers Tony Judt. Es bietet eine Übersicht der Nachkriegsgeschichte Europas aus der Perspektive der von 1989 bis 2005 veränderten europäischen Gesamtsituation.
Der Book Review der New York Times zählt es zu den zehn besten Büchern aus dem Jahr 2005. Es erhielt 2006 den Arthur Ross Book Award als bestes Buch zur internationalen Politik. In Deutschland wählte die Jury von H-Soz-u-Kult das Werk zum besten historischen Buch 2006 in der Kategorie Europäische Geschichte.

## Hauptentwicklungen
Obwohl Judt betont, dass er kein übergreifendes Thema und keine geschlossene Geschichte präsentiere, arbeitet er klar einige große Linien heraus.
- Die Zeit von 1945 bis 2005 war ein politischer Niedergang Europas. Die meisten Staaten waren durch ihre Niederlage gedemütigt (entweder die Niederlage gegenüber Hitlerdeutschland oder die gegen die Anti-Hitler-Koalition). Die einzigen europäischen Siegerstaaten von 1945, Großbritannien und die Sowjetunion, gehörten zum einen nach ihrem Selbstverständnis nur halb zu Europa und verloren zum anderen entscheidend an Gewicht. Großbritannien schon am Anfang des Zeitraums durch seine wirtschaftliche Dauerkrise[3] und den Verlust des Empire, die Sowjetunion mit ihrem Auseinanderfallen.
- Die Nachkriegsjahrzehnte sind zugleich auch die Jahre, die für Westeuropa einen lang anhaltenden wirtschaftlichen Aufschwung und eine deutliche Verbesserung des Lebensstandards brachten (etwa das Wirtschaftswunder in Westdeutschland, das miracolo economico in Italien, die trente glorieuses in Frankreich, die society of success in Großbritannien), die allerdings später einsetzten als allgemein geglaubt.[4] Ein breiter Massenwohlstand, Massenmobilisierung und der Siegeszug des Fernsehens charakterisieren die 1960er Jahre, die moderne Konsumgesellschaft breitete sich aus. Gerade die Struktur ländlicher Gebiete, die 1945 teilweise noch in vormodernen Zuständen verhaftet waren (etwa Süditalien), wandelte sich schlagartig.[5] Zugleich brachten diese Entwicklungen mit einem gewissen zeitlichen Abstand fundamentale kulturelle und gesellschaftliche Veränderungen mit sich, etwa im Verhältnis der Generationen, der Geschlechter, der Bedeutung der Religion etc.[6]
- Die großen Fortschrittstheorien des 19. Jahrhunderts verblassten in Europa. Im Westen kam es zum „Erlahmen politischer Leidenschaften“, im Osten zur „Diskreditierung des offiziellen Marxismus“.[7]
- Als „bescheidener Ersatz“ für den aufgegebenen Ehrgeiz des 19. Jahrhunderts trat das „Modell Europa“ als „spezifisch europäischer Weg zur Gestaltung der sozialen Verhältnisse in den einzelnen Ländern und den zwischenstaatlichen Beziehungen“.[7] Dabei schätzt Judt die Tatsache, dass nach 1945 überhaupt der Aufbau gelang, als mindestens gleichbedeutend ein wie die darauf folgende europäische Einigung.[8]
- Die Amerikanisierung Europas in den 1950er und 1960er Jahren wird überschätzt. Auch erlebten sie den Kalten Krieg als weniger bedrohlich als die USA. Zwar wünschten sich die Westeuropäer Schutz, doch nahmen sie ihren eigenen Machtverlust den USA übel. Die Bewertung der kulturellen Veränderungen, die von den USA ausgingen, war vor allem eine Frage des Alters: Die ältere Generation, gleich welcher politischen Ausrichtung, sah sie als Bedrohung der europäischen Identität und Tradition, die jüngere als Zugewinn an Freiheit und Selbständigkeit. Die Amerikanisierung, die bereits in der Zwischenkriegszeit begonnen hatte, setzte sich erst mit dem folgenden Generationswechsel durch.
- Europa wurde 1945 durch Grenzverschiebungen, Vertreibungen und Völkermord ethnisch homogener. Als einzige Vielvölkerstaaten blieben Sowjetunion und Jugoslawien zurück. Doch seit den 1980er Jahren wird es wieder multikultureller. „Seit 1989 ist klarer geworden, in welchem Maß die Stabilität Nachkriegseuropas auf den Taten Stalins und Hitlers beruhte.“[9] – Andererseits ist nach Judt die Ablehnung von Völkermord zu einem durchgängigen Charakteristikum geworden,[10] und deshalb wird sich die Leugnung des Völkermords an den Armeniern durch die Türkei „als Hindernis für ihren EU-Beitritt erweisen“.[11]

## Engere Thematiken
Die aus deutscher Sicht wohl bemerkenswerteste These des Buches ist, dass das deutsche Wirtschaftswunder auf die wirtschaftliche Gesundung in den 1930er Jahren und die Schulung vieler deutscher Manager in der NS-Bürokratie gegründet sei.
Als wichtigstes Ergebnis der 1960er Jahre sieht Judt die Erkenntnis, dass der Kommunismus nicht reformierbar war. Demgegenüber scheinen ihm die praktischen Errungenschaften nicht sehr wesentlich. Doch stellt er auch fest: In den Sphären des gesellschaftlichen Lebens war die Autorität erloschen. In beiden Hälften des Kontinents habe die „endgültige Abkehr von politischen Ideologien“ stattgefunden. „Ein 180jähriger Zyklus ideologischer Politik in Europa ging zu Ende.“
Die Säulen der „Meistererzählung“ vom Sozialismus sind nach Judt zerbröckelt, weil sich im Osten der Kommunismus in Prag 1968, in der chinesischen Kulturrevolution und schließlich im Genozid in Kambodscha als reformunfähig und menschenverachtend gezeigt habe und im Westen nach den ökonomischen Krisen der 1970er Jahre das Versprechen von Wohlfahrtsstaat und weiterem sozialen Fortschritt unglaubwürdig geworden sei.
Für Marktradikale, die wie Thatcher die Existenz einer Gesellschaft bezweifelten, und für die Konservativen, die sich an religiösen Normen und gesellschaftlichen Konventionen orientierten, sei das kein Problem gewesen. Die progressive Linke habe aber eine Neuorientierung gesucht. Die habe sie in der „Sprache der Rechte und Freiheiten, die in jeder europäischen Verfassung festgeschrieben waren“ gefunden. Dabei fanden seiner Einschätzung nach die wesentlichen Veränderungen nicht in Westeuropa, sondern im Osten statt.
Der Sturz der kommunistischen Herrschaft ist nach Judt nicht von Polen ausgegangen, sondern war nur möglich, weil die Macht des Zentrums durch den „Reformkommunisten“ Gorbatschow ausgehöhlt wurde. Die Opposition sei erfolgreich gewesen, weil der Kommunismus diskreditiert gewesen sei, weil sie – bis auf den Sonderfall Rumänien – gewaltlos vorgingen und weil man als Ziel nicht Kapitalismus, sondern das freie Europa vor sich gesehen habe.
Für die Entwicklung Südeuropas in den 1970er und 1980er Jahren stellt er heraus, dass der Übergang zur Demokratie, der Griechenland, Portugal und Spanien über die Süderweiterung in die Europäische Union führte, von konservativen Politikern in die Wege geleitet wurde: Karamanlis, Spínola und Soares. Den Weg zur Europäischen Union sieht er weniger in politischem Einigungswillen als in pragmatischen „Reaktionen auf wirtschaftliche Probleme“ begründet.

## Ausgaben
- Postwar. A History of Europe Since 1945. Penguin Press, 2005, ISBN 1-59420-065-3.

deutsch
- Die Geschichte Europas von 1945 bis zur Gegenwart. Aus dem Englischen von Mathias Fienbork und Hainer Kober. Hanser, München/Wien 2006, ISBN 3-446-20777-5.
  - Bundeszentrale für politische Bildung (BpB), Bonn 2006, ISBN 3-89331-681-7; Fischer-Taschenbuch-Verlag, Frankfurt 2009, ISBN 978-3-596-18031-8.